# Charles Brockden Brown
Charles Brockden Brown (17 de enero de 1771 - 22 de febrero de 1810), fue un novelista, editor e historiador estadounidense del primer periodo de esta nación.

## Trayectoria
Es generalmente reconocido por los estudiosos como el más ambicioso y dotado de los novelistas estadounidenses anteriores a James Fenimore Cooper. Practicó con denuedo la novela norteamericana primeriza, que se dio entre 1789 y 1820.
Aunque Brown no fue en modo alguno el primer novelista de América, como algunos críticos afirman, la amplitud y complejidad de sus logros como escritor en varios géneros (novelas, cuentos, ensayos y artículos periodísticos de todo tipo, poesía, historiografía, comentarios) lo convierten en una figura crucial en la literatura y la cultura de los Estados Unidos en los años 1790s y 1800s, y un importante intelectual con influencia a ambos lados del Atlántico en la era de la Revolución francesa.
Practicó la novela gótica, muy de moda en su tiempo, y sirvió de inspiración a importantes autores como Edgar Allan Poe, Margaret Fuller y Nathaniel Hawthorne.

## Obra
Novelas
- Sky-Walk; or, The Man Unknown to Himself (nunca publicado)
- Wieland; or, the Transformation (septiembre de 1798)
- Ormond; or, the Secret Witness (enero de 1799)
- a) Arthur Mervyn; or, Memoirs of the Year 1793 (mayo de 1799)
- Edgar Huntly; or, Memoirs of a Sleep-Walker (agosto de 1799)
- Memoirs of Stephen Calvert (serial de junio de 1799 a junio de 1800)
- b) Arthur Mervyn; or, Memoirs of the Year 1793, Segunda parte (septiembre de 1800)
- Clara Howard; In a Series of Letters (junio de 1801)
- Jane Talbot; A Novel (diciembre de 1801)

Posteriormente, en las publicaciones periódicas:
- The Literary Magazine and American Register (1803-1806)
- The American Register and General Repository of History, Politics, and Science (1807-09)
- Historical Sketches (1803-1807)
- También publicó en otras publicaciones de Filadelfia, como Aurora (1800s) y, en 1809, el Port-Folio.